# جالوكيو
جالوكيو، (بالإنجليزية: Galluccio)‏، (بلدية) في مقاطعة كازيرتا، في منطقة كامبانيا الإيطالية، وتقع على بعد حوالي 60 كم (37 ميل) شمال غرب نابولي، وحوالي 45 كم (28 ميل) شمال غرب كازيرتا. إنه عند سفح المنحدرات الجنوبية لمونتي كامينو.

## السكان
في سنة 1861 بلغ عدد السكان 3٬016 نسمة، وتطور العدد ليصل في سنة 2011 لـ 2٬239 نسمة.
يظهر هذا المخطط البياني تطور النمو السكاني لـ جالوكيو